# Karl Lagerfeld
Karl Lagerfeld   (Hamburg, 10 de setembre de 1933 - Neuilly-sur-Seine, 19 de febrer de 2019) va ser un gran dissenyador de moda i estilista alemany, a més de fotògraf, dibuixant, dissenyador, director i editor que des de l'any 1952 va viure i treballar gran part del temps a París. Va ser un dels dissenyadors més influents de la segona meitat del segle XX i el principi del segle xxi.
Molt jove, revela una afinitat amb la moda. L'any 1954, va guanyar el premi del Secrétariat International de la Laine, empatat amb Yves Saint Laurent. Va estudiar a Balmain i a Patou i després com a independent. Es va convertir en director artístic de la casa italiana Fendi a Roma en el 1965, de la casa d'alta costura Chanel en el 1983 i de la seva pròpia línia poc després. Al mateix temps, en la dècada de 1970, també va treballar per a Chloé. En el 2004 és el primer gran dissenyador de moda que col·labora amb una col·lecció-capsula per a H&M.
Creador prolífic, va supervisar, durant els seus últims anys d'activitat, una vintena de col·leccions a l'any, totes elles combinades. Postmodernista, mescla els elements del passat i la història de les cases que dirigeix, amb referències modernes. Lagerfeld va treballar com a dissenyador per les cases de moda més importants:
- 1955-1958: Pierre Balmain
- 1958-1963: Jean Patou
- 1963-1978, 1992-1997: Chloé
- 1965-2019: Fendi
- 1974-2019: Karl Lagerfeld
- 1983-2019: Chanel
- 2004: Hennes & Mauritz (H&M)

El 3 de juny de 2010 va rebre el títol de Comandant de la Legió d'Honor del president francès Nicolas Sarkozy. La decoració va ser dissenyada pel taller de joieria de Chanel.
Durant la tardor de 2010, la Maison Européenne de la Photographie de París va organitzar una exposició recapitulativa del seu treball fotogràfic. A la primavera de 2011, aquesta exposició es trobava al Chiostro del Bramante, a Roma.

## Naixement
Karl Lagerfeld, que es va negar a revelar la seva data de naixement perquè ell mateix no la coneixia, va néixer a Hamburg (Alemanya) el 10 de setembre de 1932. Durant la seva vida, la premsa va assumir que havia nascut el 1933 -exactament el 10 de setembre de 1934- o (erròniament) el 1935, però el director artístic va negar aquestes dues declaracions en el 2012.

## Orígens i joventut
Karl Lagerfeld és fill d'Otto Lagerfeld, un industrial hamburguès d'origen suec, importador de llet enllaunada sota la marca Carnation, llavors cofundador del fabricador alemany de llet condensada Glücksklee-Milch i la seva esposa prussiana, Elisabeth Bahlmann, filla del polític catòlic de Westfàlia Karl Bahlmann. Al seu fill li agradava dir que el seu pare era un baró suec i la seva mare pilotava avions.
Parlava amb fluïdesa alemany, francès i anglès.
L'any 1934, Otto i Elisabeth Lagerfeld van comprar una finca de més de 500 hectàrees a Bisenmoor, prop de Bad Bramstedt a Slesvig-Holstein. La família va viure allí fins al 1939, i després de fer diversos viatges d'anada i tornada entre la seva casa a Blankenese, en un barri ric d'Hamburg, i la finca de Bissenmoor, s'hi van assentar quan Hamburg va ser destruïda en gran part pels bombardejos estratègics dels Aliats durant l'Operació Gomorra en el 1943. El jove Lagerfeld va assistir a l'escola privada Jürgen Fuhlendorf durant uns anys. Quan la seva família va tornar a Hamburg en el 1949, va continuar els seus estudis a l'escola Bismarck durant dos anys. La seva vocació com a dissenyador de moda es remunta al 13 de desembre de 1949, quan va acompanyar a la seva mare a la seva primera desfilada de moda: la de Christian Dior a l'Hotel Esplanade d'Hamburg. Apassionat pel dibuix, el jove Karl va començar a dibuixar models.  
El 1952, Karl i la seva mare van deixar Alemanya i es van mudar a París, llavors la capital de la moda. Va estudiar en una escola privada i després en el Liceu Montaigne. Després de treballar com a il·lustrador de moda, es va traslladar a París en el 1954, en una mansió privada del 7 quai Voltaire.

## Inicis i Fendi (1955 - 1982)
En el 1955, després de viure a París durant dos anys, Lagerfeld va participar en un concurs de disseny d'abrics patrocinat pel Secretariat Internacional de la Llana organitzat per la marca Woolmark. Va guanyar la categoria d'abric i es va fer amic de Yves Saint Laurent, que va guanyar la categoria de vestit, i poc després va ser contractat per Pierre Balmain. Va treballar com a assistent de Balmain, i més tard com a aprenent, durant tres anys. Aquest va ser el començament d'una brillant carrera professional, l'època en què Karl Lagerfeld i Yves Saint Laurent compartien el mateix cercle d'amics i les mateixes celebracions parisenques, fins que Jacques de Bascher va trencar la seva amistat. Abans de ser l'amor boig de Karl, aquest dandi es va convertir en l'amant sàdic d'Yves Saint Laurent, arrossegant-lo al seu llibertinatge.
En el 1959, Karl Lagerfeld va ser nomenat director artístic del dissenyador de moda Jean Patou. En el 1964, va anar a Roma per a estudiar història de l'art i treballar per a Tiziano, però aviat va dissenyar per compte propi per a una multitud de marques, entre elles Charles Jourdan, Chloé (introduint el prêt-à-porter i els accessoris de la marca durant 20 anys, fins al 1983), Krizia i Valentino.
El 1967, va ser contractat per Fendi per a modernitzar la seva línia de pells. Els dissenys de Lagerfeld van demostrar ser innovadors, ja que va introduir l'ús de pells de talp, conill i esquirol en l'alta costura. També va crear el seu logotip. Lagerfeld va romandre amb Fendi fins a la seva mort.

## Fama internacional amb Chanel (1983-2000)
L'any 1983, Karl Lagerfeld va ser nomenat director artístic de totes les col·leccions d'alta costura, prêt-à-porter i complements de Chanel, que en aquell moment estava gairebé tancada, i l'activitat de la qual anava a rellançar. L'estètica de Karl Lagerfeld es basa en els contrastos en blanc i negre, que eren també els colors que van formar la base de l'estil de Coco Chanel.
Lagerfeld reflota l'empresa i, mantenint l'estil característic, la va renovar i convertir en definitivament atemporal, amb la jaqueta Chanel dels 50 adaptable a tota mena de looks, i introduint les cadenes daurades, la camèlia i el logo de la doble CC com a característiques inconfusibles. El 1984, un any després del seu inici a Chanel, Lagerfeld va començar la seva pròpia marca homònima de prêt-à-porter "Karl Lagerfeld", que després va ser adquirida pel grup Cora-Revillon. El 1991, va ser nomenat de nou director artístic de Chloé per a restaurar la marca en declivi.

### Les muses
No es pot deslligar la fama internacional de la marca sense la introducció de les seves ambaixadores i muses, ja que va ser el primer dissenyador de la història que les mediatitza. En els anys vuitanta, va triar a la model francesa Inés de la Fressange per a representar la imatge de Chanel. És la primera model que signa un contracte d'exclusivitat amb una casa d'alta costura i la primera que es mediatitza en la història de la moda.
El contracte d'Ines de la Fressange dura 6 anys i la substitueix la model alemanya Claudia Schiffer, que va suposar una reinvenció de la marca per ser la primera model rossa de Chanel i més curvilínia respecte a l'estàndard tradicional de la marca.
A principis dels anys 90 Linda Evangelista formava part de l'exclusiu grup de les denominades supermodels. La seva versatilitat també va inspirar llavors a Karl Lagerfeld qui comptava amb ella per a la majoria de les seves desfilades i amb qui va compartir gal·les i festes. En la mateixa època tria a la cantant i actriu Vanessa Paradis com a representant principal de Chanel però per les diverses campanyes publicitàries de perfums, bosses i cosmètics. Va ser imatge de la fragància Coco en el 1991, i en el 2009 va posar veu al xou Cabaret Chanel Club a Xangai dedicat a Métiers d'Art Collection.
En el 1992 Kristen McMenamy es converteix en imatge de Chanel, una relació que es va perllongar durant 20 anys. Són els anys que les supermodels Kate Moss, Nadja Auermann i Naomi Campbell protagonitzen històriques desfilades de la casa.
Stella Tennant i la seva estètica fràgil i lleugerament grunge va suposar el canvi d'una era. Karl Lagerfeld, amb un olfacte especial per a reconèixer la personalitat més hipnòtica de les models, va apostar per ella poc després de ser descoberta i la va fitxar en exclusiva per a Chanel en el 1996.
Devon Aoki va agregar una nova mirada als xous de Chanel el 1997. Coneguda per ser la primera supermodel més baixa de la història, es va convertir en un element bàsic en els espectacles de Lagerfeld, la qual cosa va significar un canvi cap a una major diversitat en les desfilades d'alta costura.
En el 2014, l'actriu Kristen Stewart passa a ser l'ambaixadora de la marca i la model britànica Cara Delevigne participa en les desfilades. En el 2016 incorpora a Willow Smith filla de Will Smith que amb tatuatges i pírcings va aportar una imatge moderna i urbana a la línia d'ulleres. En el 2018, l'actriu Penelope Cruz va ser l'última ambaixadora de la marca en vida de Karl Lagerfeld, per la col·lecció creuer de Chanel. 

## Carrera posterior (2001-2019)
En 2002, Lagerfeld va demanar a Renzo Rosso, el fundador de Dièsel, que col·laborés amb ell en una col·lecció especial de vaquers per a la Galeria Lagerfeld. La col·lecció, Galeria Lagerfeld de Dièsel, va ser co-dissenyada per Lagerfeld i després desenvolupada per l'equip creatiu de Dièsel, sota la supervisió de Rosso. Constava de cinc peces que van ser presentades en les passarel·les dels dissenyadors durant la Setmana de la Moda de París i després venudes en edicions molt limitades en les Galeries Lagerfeld de París i Mònaco i en les Galeries Dièsel Denim de Nova York i Tòquio. Durant la primera setmana de vendes a Nova York, més del 90% dels pantalons estaven esgotats, encara que els preus oscil·laven entre 240 i 1.840 dòlars.
En el 2004, el dissenyador va llançar una "col·lecció càpsula" de trenta peces de confecció per a H&M a 500 establiments de tot el món. La col·lecció es va vendre en pocs minuts. Irritat pel número limitat de roba que es va vendre a les botigues de la cadena i la decepció dels clients que van abandonar la botiga amb les mans buides, Lagerfeld va dir: "Em sembla dolorós que H&M hagi molestat a tanta gent. Això és l'esnobisme des de l'antisnobisme".
En el 2007, dos anys després de vendre totes les seves marques (la Galeria Lagerfeld, una col·lecció amb llicència per a homes i dones i accessoris, la boutique parisenca a la riba esquerra del riu Sena i la boutique de Mònaco) a Tommy Hilfiger per 30 milions de dòlars, Karl Lagerfeld va llançar una nova línia, K by Karl que incloïa samarretes entallades i una àmplia gamma de vaquers. Al mateix temps, Amanda Harlech, antiga consultora de John Galliano, es va unir a ell a Chanel.
El setembre de 2010, el Couture Council of The Museum del Fashion Institute of Technology va lliurar a Lagerfeld un premi creat per a ell, el Couture Council Fashion Visionary Award. El novembre de 2010, Lagerfeld i el fabricant suec de cristalls Orrefors van anunciar una col·laboració per a dissenyar una col·lecció d'art en cristall. La primera col·lecció va ser llançada a la primavera del 2011, anomenada Orrefors per Karl Lagerfeld.
A principis de 2012, va triar una joia de calcedònia de la joieria Suzanne Belperron com a símbol de la col·lecció primavera-estiu 2012 de Chanel. Aquest mateix any, va crear una nova marca a la venda exclusivament a la pàgina web de Net-a-Porter, anomenada KARL. Les seves nombroses activitats es basen en un ampli equip d'estilistes que l'assisteixen a Fendi, Chanel o per a la seva pròpia marca.

## Vida personal

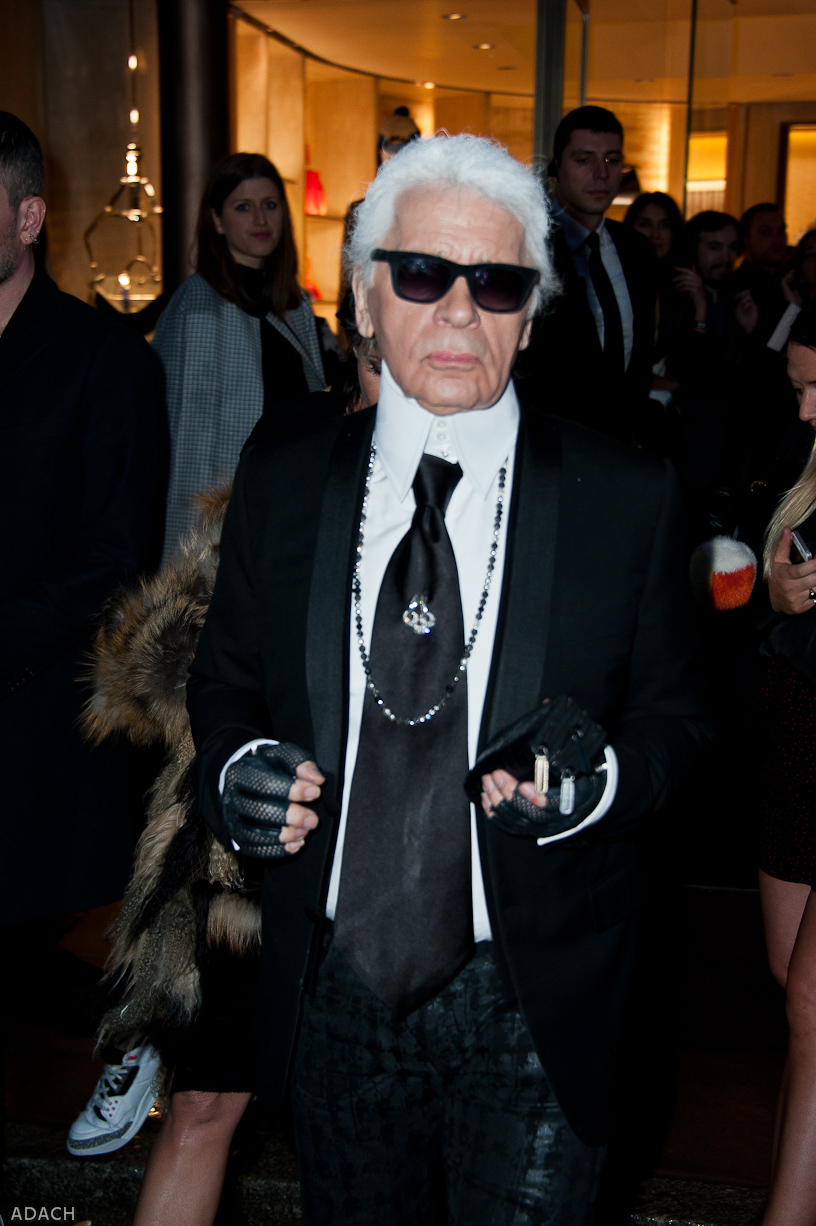

Lagerfeld era reconegut pels seus cabells blancs, ulleres de sol negres, guants sense dits i colls alts i emmidonats desmuntables.
Va tenir una relació de 18 anys amb l'aristòcrata, model i membre de l'alta societat francesa Jacques de Bascher (1971-1989), encara que Lagerfeld va dir que la relació mai va arribar a ser sexual "Jo estimava infinitament a aquest noi", va dir Lagerfeld, segons es diu, sobre De Bascher, "però no vaig tenir contacte físic amb ell. Per descomptat, em va seduir el seu encant físic". De Bascher també va tenir una aventura amb el modist Yves Saint-Laurent; posteriorment, el soci i examant de Saint-Laurent, Pierre Berge, va acusar Lagerfeld d'estar darrere d'un estratagema per a desestabilitzar la casa de modes rival. De Bascher va morir de SIDA en el 1989. Quan el seu company Jacques de Bascher va morir, Karl Lagerfeld va comprar una casa prop d'Hamburg en el 1990 que va anomenar Vila Jako en honor seu i va crear el perfum Jako en el 1992.

### Cases
Lagerfeld va viure en nombroses cases al llarg dels anys: un apartament a la rue de l'Université de París, decorat a l'estil Art Deco (1970), el Chateau de Penhoët de Bretanya, del segle xviii, decorat a l'estil rococó (1970-2000), un apartament a Montecarlo decorat fins a l'any 2000 a l'estil Memphis de principis dels anys 1980, la Vila Jako a Blankenese d'Hamburg, decorat a l'estil Art Deco (mitjans dels 1990-2000), la Villa La Vigie a Mònaco (1990-2000), una mansió del segle xvii (hôtel particulier) a la Rue de l'Université de París, decorada en estil rococó i altres estils (1980-2000), un apartament a Manhattan, encara que mai es va mudar ni va decorar (2006-2012), la vila d'estiu El Horria a Biarritz, decorada en estil modern (1990-2006), i una casa que data dels anys 1840 a Vermont (des dels anys 2000). Des de 2007, Lagerfeld posseïa una casa de 1820 a París, en el Quai Voltaire, decorada en estil modern i Art Decó.

### Pèrdua de pes
Lagerfeld va perdre 42 kg en el 2001. "De sobte, vaig voler vestir-me d'una altra manera, usar roba dissenyada per Hedi Slimane (dissenyador a Dior Homme). Però aquestes modes, modelades per nens molt, molt prims -i no per homes de la meva edat- m'exigien perdre almenys 40 kg. Em va prendre exactament 13 mesos". La dieta draconiana va ser creada especialment per a ell pel Dr. Jean-Claude Houdret, la qual cosa va donar lloc a un llibre titulat "The Karl Lagerfeld Diet" que es va convertir en un gran èxit de venda. El va promocionar Larry King Live i altres programes de televisió.

### Hisenda
Durant quinze anys, Karl Lagerfeld no va pagar imposts a França i el 1999 se li va demanar un ajust fiscal de 87 milions de francs. El seu advocat Alain Belot es posa en contacte directament amb el Ministre d'Economia i Finances, Dominique Strauss-Kahn, per a obtenir un "descompte" sobre aquest import. Aquest enfocament va permetre a Lagerfeld pagar només 46 milions de francs, la qual cosa va provocar una controvèrsia.
Com a resultat, Karl Lagerfeld es va veure obligat l'abril de l'any 2.000 a vendre la seva col·lecció de pintures, mobles i objectes d'art francesos del segle xviii a la seva mansió privada. La casa de subhastes Christie's oferirà tota la col·lecció de Mònaco en subhastes que es convertiran en una de les més famoses del segle XX de mobles i obres d'art francesos del segle xviii, igual que les col·leccions del modista i mecenes Jacques Doucet a París del 1912. La seva recaptació, estimada el 180 milions de francs, està dispersa per un import de 139 milions (36). Per a saldar aquest deute, també va haver de vendre el seu castell de Penhoët, situat a Grand-Champ, a Morbihan, per vuit milions de francs.

### Mort i homenatges
Després de sofrir complicacions de salut el gener de 2019, Lagerfeld va ser admès a l'Hospital Americà de París, a Neuilly-sur-Seine, el 18 de febrer de 2019. Karl Lagerfeld va morir el 19 de febrer de 2019 al mateix hospital, d'un càncer de pàncrees.
El seu funeral se celebra el 22 de febrer de 2019 a Nanterre i Karl Lagerfeld és incinerat. D'acord amb la seva petició, les seves cendres van ser barrejades amb les de la seva mare, així com amb les de Jacques de Bascher, el seu company fins a la seva mort el 1989, en un lloc secret.
Lagerfeld va ser homenatjat el 20 de juny de 2019 en el Grand Palais amb "Karl For Ever", una celebració de la vida del dissenyador, que va incloure una retrospectiva de la seva carrera en la qual es van destacar els seus càrrecs a Chloé, Fendi i Chanel, a la qual van assistir 2.500 convidats. Prop de 60 retrats gegantescos estaven a la vista dins del pavelló, que ha albergat moltes col·leccions de passarel·les de Chanel. La cerimònia també va incloure lectures i actuacions musicals de Tilda Swinton, Cara Delevingne, Helen Mirren, Pharrell Williams i Lang Lang. La producció va ser posada en escena pel director de teatre i òpera Robert Carsen.
Després de la seva mort, els models més icònics de la casa francesa, es tornen objectes desitjats a internet fins al punt que Chanel duplica les vendes.

## Perfums
- Chloë, 1975
- Lagerfeld for men, 1978
- Photo, 1991
- Jako, 1998
- Kapsule, 2008
- Paper Passion, 2011